# Kevin Keegan
Joseph Kevin Keegan, detto Kevin ('kɛvɪn 'ki:gan; Armthorpe, 14 febbraio 1951), è un ex calciatore e allenatore di calcio inglese, di ruolo attaccante.
Considerato tra i migliori giocatori della storia del calcio inglese, occupa la 56ª posizione nella speciale classifica dei migliori calciatori del XX secolo pubblicata dalla rivista World Soccer e la 38ª posizione nell'omonima classifica stilata dall'IFFHS. Nel marzo del 2004, Pelé lo ha anche inserito nella FIFA 100, la lista dei 125 migliori calciatori viventi, redatta in occasione del Centenario della FIFA. Fu anche vincitore per due stagioni di seguito del Pallone d'oro, nel 1978 e 1979., trofeo nel quale fu anche secondo nel 1977 e piazzato in altre occasioni.
Ha raggiunto i maggiori successi negli anni in cui militò nel Liverpool, vincendo, tra il resto, tre volte il campionato inglese, due volte la Coppa Uefa ed una volta la Coppa dei Campioni. Militò inoltre anche nell'Amburgo, dove vinse un campionato tedesco.

## Biografia
All'età di ventitré anni, il 23 settembre 1974 si è sposato con Jean, da cui ha avuto le figlie Laura Jane e Sarah.

## Caratteristiche tecniche
Attaccante di grande movimento e in possesso di ottima tecnica individuale e rapidità, dal fisico leggero, piccolo di statura ma estremamente veloce, agiva prevalentemente da seconda punta centrale o laterale, svariando su tutto il fronte dell'attacco, eccelleva nell'interpretare i varchi concessigli dalle difese avversarie, frazioni di tempo in cui poteva valutare la possibilità di concludere direttamente a rete o di servire compagni meglio piazzati, suggerendo precise linee di passaggio.
Era inoltre un giocatore di classe, fantasioso, provvisto di creatività e inventiva. Grande tiratore dalla distanza, si distingueva in campo per carisma, attitudine alla leadership, correttezza agonistica e spirito da trascinatore; capace di giocare anche sulla trequarti e sulle fasce all'elegante portamento che esibiva nell'avanzare palla al piede facevano seguito brusche accelerazioni e cambi di direzione improvvisi, difficilmente leggibili dagli avversari; la spinta in avanti derivata dalle sue notevoli doti atletiche lo proiettava facilmente verso la porta,

## Carriera

### Giocatore

Keegan (a sinistra) e Ray Clemence festeggiano la vittoria del Liverpool nella Coppa dei Campioni 1976-1977

Cresciuto nello Scunthorpe Utd, nel 1971 fu tra gli acquisti che Bill Shankly volle per il suo Liverpool, club al quale è legata la sua fama internazionale: con i Reds Keegan vinse tre campionati inglesi (1973, 1976 e 1977), una Coppa d'Inghilterra (1974), due Charity Shield (1974 e 1976), una Coppa dei Campioni (1977) e due Coppe Uefa (1973 e 1976).
A giugno 1977 si trasferì in Germania Ovest all'Amburgo con un triennale da 90000 £ a stagione e dietro corrispettivo di 500000 £ al Liverpool.
L'accordo con l'Amburgo comprendeva anche un diritto di prelazione del Liverpool al riacquisto di Keegan qualora questi, al termine del contratto, avesse deciso di tornare a giocare in Inghilterra
Con il suo nuovo club vinse la Bundesliga 1978-79 e raggiunse la finale di Coppa dei Campioni 1980, persa 1-0 contro il Nottingham Forest.
Nel 1978 e 1979 si aggiudicò inoltre la classifica del Pallone d'oro.
A febbraio 1980 comunicò la sua intenzione di rientrare in Inghilterra e, avendo escluso un suo ritorno a Liverpool, chiese e ottenne dalla dirigenza del club la rinuncia all'esercizio del diritto di prelazione, a seguito del quale poté essere ingaggiato dal Southampton, che pagò 450000 £ per il trasferimento.
Con Southampton Keegan fu capocannoniere nel 1981-82 con 26 gol, e a seguire fu al Newcastle, con cui disputò 70 partite e segnò 26 gol. Ha collezionato 63 presenze e 21 gol con la nazionale inglese, della quale è stato per 31 volte capitano. Nel 1984 traslocò in Spagna, dove annunciò il suo ritiro dal calcio giocato.
Nel 1985, dopo il ritiro professionistico, fu in Australia per alcuni incontri a gettone presso il Blacktown City, club dell'omonima cittadina nell'area di Sydney.

### Allenatore
A seguito del conseguimento del patentino d'allenatore professionista nel 1991, il 5 febbraio 1992 subentrò a Osvaldo Ardiles come tecnico del Newcastle Utd, all'epoca militante in seconda divisione, conducendolo alla salvezza e ponendo quale condizione, per continuare ad allenare il club, che la proprietà attrezzasse la squadra per tentare la promozione.
Ottenuti i rinforzi desiderati, condusse la squadra alla vittoria del campionato 1992-93 e alla promozione nella nuova Premier League.
Dopo aver riportato il club in Europa nel 1995, sfiorò il titolo nel 1996 giungendo secondo alle spalle del Manchester Utd al termine di un campionato che era arrivato anche a condurre con 12 punti di vantaggio.
Il 7 gennaio 1997 si dimise con il Newcastle primo in classifica, adducendo come ragione per l'abbandono il non potere fare di più e di meglio di quanto fino a quel momento fatto per il club.
Il 25 settembre 1997 diventa direttore sportivo del Fulham. Il 7 maggio 1998 in seguito all'esonero di Ray Wilkins lo nominano tecnico dei Cottage. Con questa squadra di Londra egli visse due annate culminate con la promozione in Premier League e la qualificazione per la Coppa UEFA. Il 18 febbraio 1999 fu chiamato ad allenare la nazionale inglese. Il 9 maggio lasciò il Fulham, mentre con la nazionale Keegan venne eliminato al primo turno della fase finale del Campionato europeo di calcio 2000, e il 7 ottobre dello stesso anno si dimise.
Il 24 maggio 2001 diventa allenatore del Manchester City, dimettendosi dall'incarico l'11 marzo 2005. In seguito, il 16 gennaio 2008, diventò il tecnico del Newcastle United, lasciando la panchina il 4 settembre dello stesso anno per presunte incompatibilità con la società causate dalla cessione di James Milner all'Aston Villa, operazione per la quale il tecnico dichiarò di non essere mai stato consultato.

## Statistiche
Tra club e nazionale maggiore, Keegan ha giocato globalmente 804 partite segnando 274 reti, alla media di 0,34 gol a partita.

### Presenze e reti nei club
Statistiche aggiornate al termine della carriera da calciatore.
| Stagione                 | Squadra                  | Campionato               | Campionato | Campionato | Coppe nazionali | Coppe nazionali | Coppe nazionali | Coppe continentali | Coppe continentali | Coppe continentali | Altre coppe | Altre coppe | Altre coppe | Totale | Totale |
| Stagione                 | Squadra                  | Comp                     | Pres       | Reti       | Comp            | Pres            | Reti            | Comp               | Pres               | Reti               | Comp        | Pres        | Reti        | Pres   | Reti   |
| ------------------------ | ------------------------ | ------------------------ | ---------- | ---------- | --------------- | --------------- | --------------- | ------------------ | ------------------ | ------------------ | ----------- | ----------- | ----------- | ------ | ------ |
| 1968-1969                | Scunthorpe United        | FD                       | 33         | 2          | FACup+CdL       | 1+1             | 0+0             | -                  | -                  | -                  | -           | -           | -           | 35     | 3      |
| 1969-1970                | Scunthorpe United        | FD                       | 46         | 6          | FACup+CdL       | 7+3             | 1+0             | -                  | -                  | -                  | -           | -           | -           | 54     | 9      |
| 1970-1971                | Scunthorpe United        | FD                       | 45         | 10         | FACup+CdL       | 6+0             | 1+1             | -                  | -                  | -                  | -           | -           | -           | 52     | 11     |
| Totale Scurthorpe United | Totale Scurthorpe United | Totale Scurthorpe United | 124        | 18         |                 | 14+4            | 2+1             |                    | -                  | -                  |             | -           | -           | 142    | 21     |
| 1971-1972                | Liverpool                | 1D                       | 35         | 9          | FACup+CdL       | 3+1             | 2+0             | CdC                | 3                  | 0                  | -           | -           | -           | 42     | 11     |
| 1972-1973                | Liverpool                | 1D                       | 41         | 13         | FACup+CdL       | 4+8             | 0+5             | CU                 | 11                 | 4                  | -           | -           | -           | 64     | 22     |
| 1973-1974                | Liverpool                | 1D                       | 42         | 12         | FACup+CdL       | 9+6             | 6+1             | CC                 | 4                  | 0                  | -           | -           | -           | 61     | 19     |
| 1974-1975                | Liverpool                | 1D                       | 33         | 10         | FACup+CdL       | 2+3             | 1+0             | CdC                | 3                  | 1                  | -           | -           | -           | 41     | 12     |
| 1975-1976                | Liverpool                | 1D                       | 41         | 12         | FACup+CdL       | 2+3             | 1+0             | CU                 | 11                 | 3                  | -           | -           | -           | 57     | 16     |
| 1976-1977                | Liverpool                | 1D                       | 38         | 12         | FACup+CdL       | 8+2             | 4+0             | CC                 | 8                  | 4                  | -           | -           | -           | 56     | 20     |
| Totale Liverpool         | Totale Liverpool         | Totale Liverpool         | 230        | 68         |                 | 28+23           | 14+6            |                    | 40                 | 12                 |             | -           | -           | 321    | 100    |
| 1977-1978                | Amburgo                  | BL                       | 25         | 6          | CG              | 4               | 4               | CdC                | 4                  | 2                  | -           | -           | -           | 33     | 12     |
| 1978-1979                | Amburgo                  | BL                       | 34         | 17         | CG              | 1               | 0               | -                  | -                  | -                  | -           | -           | -           | 35     | 17     |
| 1979-1980                | Amburgo                  | BL                       | 31         | 9          | CG              | 3               | 0               | CC                 | 9                  | 2                  | -           | -           | -           | 43     | 11     |
| Totale Hamburger SV      | Totale Hamburger SV      | Totale Hamburger SV      | 90         | 32         |                 | 8               | 4               |                    | 13                 | 4                  |             | -           | -           | 111    | 40     |
| 1980-1981                | Southampton              | 1D                       | 27         | 11         | FACup+CdL       | 4+1             | 1+0             | -                  | -                  | -                  | -           | -           | -           | 32     | 12     |
| 1981-1982                | Southampton              | 1D                       | 41         | 26         | FACup+CdL       | 1+2             | 1+1             | CU                 | 4                  | 2                  | -           | -           | -           | 48     | 30     |
| Totale Southampton       | Totale Southampton       | Totale Southampton       | 68         | 37         |                 | 5+3             | 2+1             |                    | 4                  | 2                  |             | -           | -           | 80     | 42     |
| 1982-1983                | Newcastle                | 2D                       | 37         | 21         | FACup+CdL       | 2+2             | 0+0             | -                  | -                  | -                  | -           | -           | -           | 41     | 21     |
| 1983-1984                | Newcastle                | 2D                       | 41         | 27         | FACup+CdL       | 1+2             | 0+1             | -                  | -                  | -                  | -           | -           | -           | 44     | 28     |
| Totale Newcastle         | Totale Newcastle         | Totale Newcastle         | 78         | 48         |                 | 3+4             | 0+1             |                    | -                  | -                  |             | -           | -           | 85     | 49     |
| 1985                     | Blacktown City           | NSL                      | 2          | 1          |                 | -               | -               |                    | -                  | -                  |             | -           | -           | 2      | 1      |
| Totale carriera          | Totale carriera          | Totale carriera          | 592        | 204        |                 | 58+34           | 22+9            |                    | 57                 | 18                 |             | -           | -           | 741    | 253    |

### Cronologia presenze e reti in nazionale
| Cronologia completa delle presenze e delle reti in nazionale ― Inghilterra | Cronologia completa delle presenze e delle reti in nazionale ― Inghilterra | Cronologia completa delle presenze e delle reti in nazionale ― Inghilterra | Cronologia completa delle presenze e delle reti in nazionale ― Inghilterra | Cronologia completa delle presenze e delle reti in nazionale ― Inghilterra | Cronologia completa delle presenze e delle reti in nazionale ― Inghilterra | Cronologia completa delle presenze e delle reti in nazionale ― Inghilterra | Cronologia completa delle presenze e delle reti in nazionale ― Inghilterra |
| Data                                                                       | Città                                                                      | In casa                                                                    | Risultato                                                                  | Ospiti                                                                     | Competizione                                                               | Reti                                                                       | Note                                                                       |
| -------------------------------------------------------------------------- | -------------------------------------------------------------------------- | -------------------------------------------------------------------------- | -------------------------------------------------------------------------- | -------------------------------------------------------------------------- | -------------------------------------------------------------------------- | -------------------------------------------------------------------------- | -------------------------------------------------------------------------- |
| 15-11-1972                                                                 | Cardiff                                                                    | Galles                                                                     | 0 – 1                                                                      | Inghilterra                                                                | Qual. Mondiali 1974                                                        | -                                                                          |                                                                            |
| 24-1-1973                                                                  | Londra                                                                     | Inghilterra                                                                | 1 – 1                                                                      | Galles                                                                     | Qual. Mondiali 1974                                                        | -                                                                          |                                                                            |
| 11-5-1974                                                                  | Swansea                                                                    | Galles                                                                     | 0 – 2                                                                      | Inghilterra                                                                | Amichevole                                                                 | 1                                                                          |                                                                            |
| 15-5-1974                                                                  | Londra                                                                     | Inghilterra                                                                | 1 – 0                                                                      | Irlanda del Nord                                                           | Amichevole                                                                 | -                                                                          |                                                                            |
| 22-5-1974                                                                  | Londra                                                                     | Inghilterra                                                                | 2 – 2                                                                      | Argentina                                                                  | Amichevole                                                                 | -                                                                          |                                                                            |
| 29-5-1974                                                                  | Lipsia                                                                     | Germania Est                                                               | 1 – 1                                                                      | Inghilterra                                                                | Amichevole                                                                 | -                                                                          |                                                                            |
| 1-6-1974                                                                   | Sofia                                                                      | Bulgaria                                                                   | 0 – 1                                                                      | Inghilterra                                                                | Amichevole                                                                 | -                                                                          |                                                                            |
| 5-6-1974                                                                   | Belgrado                                                                   | Jugoslavia                                                                 | 2 – 2                                                                      | Inghilterra                                                                | Amichevole                                                                 | 1                                                                          |                                                                            |
| 30-10-1974                                                                 | Londra                                                                     | Inghilterra                                                                | 3 – 0                                                                      | Cecoslovacchia                                                             | Qual. Euro 1976                                                            | -                                                                          |                                                                            |
| 12-3-1975                                                                  | Portsmouth                                                                 | Inghilterra                                                                | 2 – 0                                                                      | Germania Ovest                                                             | Amichevole                                                                 | -                                                                          |                                                                            |
| 16-4-1975                                                                  | Londra                                                                     | Inghilterra                                                                | 5 – 0                                                                      | Cipro                                                                      | Qual. Euro 1976                                                            | -                                                                          |                                                                            |
| 11-5-1975                                                                  | Limassol                                                                   | Cipro                                                                      | 0 – 1                                                                      | Inghilterra                                                                | Qual. Euro 1976                                                            | 1                                                                          |                                                                            |
| 17-5-1975                                                                  | Belfast                                                                    | Irlanda del Nord                                                           | 0 – 0                                                                      | Inghilterra                                                                | Amichevole                                                                 | -                                                                          |                                                                            |
| 24-5-1975                                                                  | Londra                                                                     | Inghilterra                                                                | 5 – 1                                                                      | Scozia                                                                     | Amichevole                                                                 | -                                                                          |                                                                            |
| 3-9-1975                                                                   | Basilea                                                                    | Svizzera                                                                   | 1 – 2                                                                      | Inghilterra                                                                | Amichevole                                                                 | 1                                                                          |                                                                            |
| 30-10-1975                                                                 | Bratislava                                                                 | Cecoslovacchia                                                             | 2 – 1                                                                      | Inghilterra                                                                | Qual. Euro 1976                                                            | -                                                                          |                                                                            |
| 19-11-1975                                                                 | Lisbona                                                                    | Portogallo                                                                 | 1 – 1                                                                      | Inghilterra                                                                | Qual. Euro 1976                                                            | -                                                                          |                                                                            |
| 24-3-1976                                                                  | Wrexham                                                                    | Galles                                                                     | 1 – 2                                                                      | Inghilterra                                                                | Amichevole                                                                 | -                                                                          | cap.                                                                       |
| 8-5-1976                                                                   | Cardiff                                                                    | Galles                                                                     | 0 – 1                                                                      | Inghilterra                                                                | Amichevole                                                                 | -                                                                          |                                                                            |
| 11-5-1976                                                                  | Londra                                                                     | Inghilterra                                                                | 4 – 0                                                                      | Irlanda del Nord                                                           | Amichevole                                                                 | -                                                                          |                                                                            |
| 15-5-1976                                                                  | Glasgow                                                                    | Scozia                                                                     | 2 – 1                                                                      | Inghilterra                                                                | Amichevole                                                                 | -                                                                          |                                                                            |
| 23-5-1976                                                                  | Los Angeles                                                                | Brasile                                                                    | 1 – 0                                                                      | Inghilterra                                                                | Amichevole                                                                 | -                                                                          |                                                                            |
| 13-6-1976                                                                  | Helsinki                                                                   | Finlandia                                                                  | 1 – 4                                                                      | Inghilterra                                                                | Qual. Mondiali 1978                                                        | 2                                                                          |                                                                            |
| 8-9-1976                                                                   | Londra                                                                     | Inghilterra                                                                | 1 – 1                                                                      | Irlanda                                                                    | Amichevole                                                                 | -                                                                          | cap.                                                                       |
| 13-10-1976                                                                 | Londra                                                                     | Inghilterra                                                                | 2 – 1                                                                      | Finlandia                                                                  | Qual. Mondiali 1978                                                        | -                                                                          | cap.                                                                       |
| 17-11-1976                                                                 | Roma                                                                       | Italia                                                                     | 2 – 0                                                                      | Inghilterra                                                                | Qual. Mondiali 1978                                                        | -                                                                          | cap.                                                                       |
| 9-2-1977                                                                   | Southampton                                                                | Inghilterra                                                                | 0 – 2                                                                      | Paesi Bassi                                                                | Amichevole                                                                 | -                                                                          | cap.                                                                       |
| 30-3-1977                                                                  | Londra                                                                     | Inghilterra                                                                | 5 – 0                                                                      | Lussemburgo                                                                | Qual. Mondiali 1978                                                        | 1                                                                          | cap.                                                                       |
| 31-5-1977                                                                  | Londra                                                                     | Inghilterra                                                                | 0 – 1                                                                      | Norvegia                                                                   | Amichevole                                                                 | -                                                                          | cap.                                                                       |
| 8-6-1977                                                                   | Rio de Janeiro                                                             | Brasile                                                                    | 0 – 0                                                                      | Inghilterra                                                                | Amichevole                                                                 | -                                                                          | cap.                                                                       |
| 12-6-1977                                                                  | Buenos Aires                                                               | Argentina                                                                  | 1 – 1                                                                      | Inghilterra                                                                | Amichevole                                                                 | -                                                                          | cap.                                                                       |
| 15-6-1977                                                                  | Montevideo                                                                 | Uruguay                                                                    | 0 – 0                                                                      | Inghilterra                                                                | Amichevole                                                                 | -                                                                          | cap.                                                                       |
| 7-9-1977                                                                   | Londra                                                                     | Inghilterra                                                                | 0 – 0                                                                      | Svizzera                                                                   | Amichevole                                                                 | -                                                                          |                                                                            |
| 16-11-1977                                                                 | Londra                                                                     | Inghilterra                                                                | 2 – 0                                                                      | Italia                                                                     | Qual. Mondiali 1978                                                        | 1                                                                          |                                                                            |
| 22-2-1978                                                                  | Monaco di Baviera                                                          | Germania Ovest                                                             | 2 – 1                                                                      | Inghilterra                                                                | Amichevole                                                                 | -                                                                          |                                                                            |
| 19-4-1978                                                                  | Londra                                                                     | Inghilterra                                                                | 1 – 1                                                                      | Brasile                                                                    | Amichevole                                                                 | 1                                                                          | cap.                                                                       |
| 24-5-1978                                                                  | Londra                                                                     | Inghilterra                                                                | 4 – 1                                                                      | Ungheria                                                                   | Amichevole                                                                 | -                                                                          |                                                                            |
| 20-9-1978                                                                  | Copenaghen                                                                 | Danimarca                                                                  | 3 – 4                                                                      | Inghilterra                                                                | Qual. Euro 1980                                                            | 2                                                                          |                                                                            |
| 25-10-1978                                                                 | Dublino                                                                    | Irlanda                                                                    | 1 – 1                                                                      | Inghilterra                                                                | Qual. Euro 1980                                                            | -                                                                          |                                                                            |
| 29-11-1978                                                                 | Londra                                                                     | Inghilterra                                                                | 1 – 0                                                                      | Cecoslovacchia                                                             | Amichevole                                                                 | -                                                                          | cap.                                                                       |
| 7-2-1979                                                                   | Londra                                                                     | Inghilterra                                                                | 4 – 0                                                                      | Irlanda del Nord                                                           | Qual. Euro 1980                                                            | -                                                                          |                                                                            |
| 23-5-1979                                                                  | Londra                                                                     | Inghilterra                                                                | 0 – 0                                                                      | Galles                                                                     | Amichevole                                                                 | -                                                                          |                                                                            |
| 26-5-1979                                                                  | Londra                                                                     | Inghilterra                                                                | 3 – 1                                                                      | Scozia                                                                     | Amichevole                                                                 | 1                                                                          | cap.                                                                       |
| 6-6-1979                                                                   | Sofia                                                                      | Bulgaria                                                                   | 0 – 3                                                                      | Inghilterra                                                                | Qual. Euro 1980                                                            | 1                                                                          | cap.                                                                       |
| 10-6-1979                                                                  | Stoccolma                                                                  | Svezia                                                                     | 0 – 0                                                                      | Inghilterra                                                                | Amichevole                                                                 | -                                                                          |                                                                            |
| 13-6-1979                                                                  | Vienna                                                                     | Austria                                                                    | 4 – 3                                                                      | Inghilterra                                                                | Amichevole                                                                 | 1                                                                          | cap.                                                                       |
| 12-9-1979                                                                  | Londra                                                                     | Inghilterra                                                                | 1 – 0                                                                      | Danimarca                                                                  | Qual. Euro 1980                                                            | 1                                                                          | cap.                                                                       |
| 17-10-1979                                                                 | Belfast                                                                    | Irlanda del Nord                                                           | 1 – 5                                                                      | Inghilterra                                                                | Qual. Euro 1980                                                            | -                                                                          | cap.                                                                       |
| 6-2-1980                                                                   | Londra                                                                     | Inghilterra                                                                | 2 – 0                                                                      | Irlanda                                                                    | Qual. Euro 1980                                                            | 2                                                                          | cap.                                                                       |
| 26-3-1980                                                                  | Barcellona                                                                 | Spagna                                                                     | 0 – 2                                                                      | Inghilterra                                                                | Amichevole                                                                 | -                                                                          | cap.                                                                       |
| 13-5-1980                                                                  | Londra                                                                     | Inghilterra                                                                | 3 – 1                                                                      | Argentina                                                                  | Amichevole                                                                 | 1                                                                          | cap.                                                                       |
| 12-6-1980                                                                  | Torino                                                                     | Inghilterra                                                                | 1 – 1                                                                      | Belgio                                                                     | Euro 1980 - 1º turno                                                       | -                                                                          | cap.                                                                       |
| 15-6-1980                                                                  | Torino                                                                     | Italia                                                                     | 1 – 0                                                                      | Inghilterra                                                                | Euro 1980 - 1º turno                                                       | -                                                                          | cap.                                                                       |
| 18-6-1980                                                                  | Napoli                                                                     | Spagna                                                                     | 1 – 2                                                                      | Inghilterra                                                                | Euro 1980 - 1º turno                                                       | -                                                                          | cap.                                                                       |
| 25-3-1981                                                                  | Londra                                                                     | Inghilterra                                                                | 1 – 2                                                                      | Spagna                                                                     | Amichevole                                                                 | -                                                                          | cap.                                                                       |
| 30-5-1981                                                                  | Basilea                                                                    | Svizzera                                                                   | 2 – 1                                                                      | Inghilterra                                                                | Qual. Mondiali 1982                                                        | -                                                                          | cap.                                                                       |
| 6-6-1981                                                                   | Budapest                                                                   | Ungheria                                                                   | 1 – 3                                                                      | Inghilterra                                                                | Qual. Mondiali 1982                                                        | 1                                                                          | cap.                                                                       |
| 9-9-1981                                                                   | Oslo                                                                       | Norvegia                                                                   | 2 – 1                                                                      | Inghilterra                                                                | Qual. Mondiali 1982                                                        | -                                                                          | cap.                                                                       |
| 18-11-1981                                                                 | Londra                                                                     | Inghilterra                                                                | 1 – 0                                                                      | Ungheria                                                                   | Qual. Mondiali 1982                                                        | -                                                                          | cap.                                                                       |
| 23-2-1982                                                                  | Liverpool                                                                  | Inghilterra                                                                | 4 – 0                                                                      | Irlanda del Nord                                                           | Amichevole                                                                 | 1                                                                          | cap.                                                                       |
| 29-5-1982                                                                  | Glasgow                                                                    | Scozia                                                                     | 0 – 1                                                                      | Inghilterra                                                                | Amichevole                                                                 | -                                                                          | cap.                                                                       |
| 3-6-1982                                                                   | Helsinki                                                                   | Finlandia                                                                  | 1 – 4                                                                      | Inghilterra                                                                | Amichevole                                                                 | -                                                                          | cap.                                                                       |
| 5-7-1982                                                                   | Madrid                                                                     | Spagna                                                                     | 0 – 0                                                                      | Inghilterra                                                                | Mondiali 1982 - 1º turno                                                   | -                                                                          |                                                                            |
| Totale                                                                     |                                                                            | Presenze                                                                   | 63                                                                         |                                                                            | Reti                                                                       | 21                                                                         |                                                                            |

### Statistiche da allenatore
| Stagione               | Squadra                | Campionato             | Campionato | Campionato | Campionato | Campionato | Coppe nazionali | Coppe nazionali | Coppe nazionali | Coppe nazionali | Coppe nazionali | Coppe continentali | Coppe continentali | Coppe continentali | Coppe continentali | Coppe continentali | Altre coppe | Altre coppe | Altre coppe | Altre coppe | Altre coppe | Totale | Totale | Totale | Totale | % Vittorie | Piazzamento |
| Stagione               | Squadra                | Comp                   | G          | V          | N          | P          | Comp            | G               | V               | N               | P               | Comp               | G                  | V                  | N                  | P                  | Comp        | G           | V           | N           | P           | G      | V      | N      | P      | %          | Piazzamento |
| ---------------------- | ---------------------- | ---------------------- | ---------- | ---------- | ---------- | ---------- | --------------- | --------------- | --------------- | --------------- | --------------- | ------------------ | ------------------ | ------------------ | ------------------ | ------------------ | ----------- | ----------- | ----------- | ----------- | ----------- | ------ | ------ | ------ | ------ | ---------- | ----------- |
| feb.-giu. 1992         | Newcastle Utd          | SD                     | 16         | 7          | 2          | 7          | FACup+CdL       | -               | -               | -               | -               | -                  | -                  | -                  | -                  | -                  | -           | -           | -           | -           | -           | 16     | 7      | 2      | 7      | 43,75      | Sub. 20º    |
| 1992-1993              | Newcastle Utd          | SD                     | 46         | 29         | 9          | 8          | FACup+CdL       | 4+5             | 2+2             | 1+2             | 1+1             | -                  | -                  | -                  | -                  | -                  | -           | -           | -           | -           | -           | 55     | 33     | 12     | 10     | 60,00      | 1º (prom.)  |
| 1993-1994              | Newcastle Utd          | PL                     | 42         | 23         | 8          | 11         | FACup+CdL       | 3+3             | 1+2             | 1+0             | 1+1             | -                  | -                  | -                  | -                  | -                  | -           | -           | -           | -           | -           | 48     | 26     | 9      | 13     | 54,17      | 3º          |
| 1994-1995              | Newcastle Utd          | PL                     | 42         | 20         | 12         | 10         | FACup+CdL       | 5+5             | 3+3             | 1+1             | 1+1             | CU                 | 4                  | 3                  | 0                  | 1                  | -           | -           | -           | -           | -           | 56     | 29     | 14     | 13     | 51,79      | 6º          |
| 1995-1996              | Newcastle Utd          | PL                     | 38         | 24         | 6          | 8          | FACup+CdL       | 2+5             | 0+4             | 2+0             | 0+1             | -                  | -                  | -                  | -                  | -                  | -           | -           | -           | -           | -           | 45     | 28     | 8      | 9      | 62,22      | 2º          |
| 1996-gen. 1997         | Newcastle Utd          | PL                     | 21         | 11         | 4          | 6          | FACup+CdL       | 1+2             | 0+1             | 1+0             | 1+0             | CU                 | 6                  | 3                  | 1                  | 2                  | CS          | 1           | 0           | 0           | 1           | 31     | 15     | 6      | 10     | 48,39      | Eson.       |
| mag. 1998              | Fulham                 | SD                     | 2          | 0          | 1          | 1          | FACup+CdL       | -               | -               | -               | -               | -                  | -                  | -                  | -                  | -                  | FLT         | -           | -           | -           | -           | 2      | 0      | 1      | 1      | &0,00      | Sub. 6º     |
| 1998-1999              | Fulham                 | SD                     | 46         | 31         | 8          | 7          | FACup+CdL       | 7+5             | 4+4             | 2+1             | 1+1             | -                  | -                  | -                  | -                  | -                  | FLT         | 1           | 0           | 1           | 0           | 59     | 39     | 12     | 9      | 66,10      | 1º (prom.)  |
| Totale Fulham          | Totale Fulham          | Totale Fulham          | 48         | 31         | 9          | 8          |                 | 12              | 8               | 3               | 2               |                    | -                  | -                  | -                  | -                  |             | 1           | 0           | 1           | 0           | 61     | 39     | 13     | 10     | 63,93      |             |
| 2001-2002              | Manchester City        | FD                     | 46         | 31         | 6          | 9          | FACup+CdL       | 3+3             | 2+1             | 0+1             | 1+1             | -                  | -                  | -                  | -                  | -                  | -           | -           | -           | -           | -           | 52     | 34     | 7      | 11     | 65,38      | 1º (prom.)  |
| 2002-2003              | Manchester City        | PL                     | 38         | 15         | 6          | 17         | FACup+CdL       | 1+2             | 0+1             | 0+0             | 1+1             | -                  | -                  | -                  | -                  | -                  | -           | -           | -           | -           | -           | 41     | 16     | 6      | 19     | 39,02      | 9º          |
| 2003-2004              | Manchester City        | PL                     | 38         | 9          | 14         | 15         | FACup+CdL       | 5+2             | 2+1             | 2+0             | 1+1             | CU                 | 6                  | 4                  | 2                  | 0                  | -           | -           | -           | -           | -           | 51     | 16     | 18     | 17     | 31,37      | 16º         |
| 2004-mar. 2005         | Manchester City        | PL                     | 29         | 9          | 9          | 11         | FACup+CdL       | 1+2             | 0+1             | 0+0             | 1+1             | -                  | -                  | -                  | -                  | -                  | -           | -           | -           | -           | -           | 32     | 10     | 9      | 13     | 31,25      | Eson.       |
| Totale Manchester City | Totale Manchester City | Totale Manchester City | 151        | 64         | 35         | 52         |                 | 19              | 8               | 3               | 8               |                    | 6                  | 4                  | 2                  | 0                  |             | -           | -           | -           | -           | 176    | 76     | 40     | 60     | 43,18      |             |
| gen.-giu. 2008         | Newcastle Utd          | PL                     | 16         | 4          | 5          | 7          | FACup+CdL       | 2+0             | 1               | 0               | 1               | -                  | -                  | -                  | -                  | -                  | -           | -           | -           | -           | -           | 18     | 5      | 5      | 8      | 27,78      | Sub. 12º    |
| ago.-set. 2008         | Newcastle Utd          | PL                     | 3          | 1          | 1          | 1          | FACup+CdL       | 0+1             | 0               | 1               | 0               | -                  | -                  | -                  | -                  | -                  | -           | -           | -           | -           | -           | 4      | 1      | 2      | 1      | 25,00      | Eson.       |
| Totale Newcastle Utd   | Totale Newcastle Utd   | Totale Newcastle Utd   | 224        | 119        | 47         | 58         |                 | 38              | 19              | 10              | 9               |                    | 10                 | 6                  | 1                  | 3                  |             | -           | -           | -           | -           | 272    | 144    | 58     | 70     | 52,94      |             |
| Totale carriera        | Totale carriera        | Totale carriera        | 423        | 214        | 91         | 118        |                 | 70              | 35              | 16              | 19              |                    | 16                 | 10                 | 3                  | 3                  |             | -           | -           | -           | -           | 509    | 159    | 110    | 140    | 31,24      |             |

## Palmarès

### Giocatore

#### Club

##### Competizioni nazionali
- Coppa d'Inghilterra: 1

Liverpool: 1973-1974
- Campionato inglese: 3

Liverpool: 1972-1973, 1975-1976, 1976-1977
- Charity Shield: 2

Liverpool: 1974, 1976
- Campionato tedesco: 1

Amburgo: 1978-1979

##### Competizioni internazionali
- Coppa UEFA: 2

Liverpool: 1972-1973, 1975-1976
- Coppa dei Campioni: 1

Liverpool: 1976-1977

#### Individuale
- Giocatore dell'anno della FWA: 1

1976
- Giocatore dell'anno della PFA: 1

1982
- Pallone d'oro: 2

1978, 1979
- Hall of Fame del calcio inglese

2002
- Inserito nel FIFA 100

2004
- Onze d'or: 2

1977, 1979
- Capocannoniere del campionato inglese: 1

1981-1982 (26 gol)
- Candidato al Dream Team del Pallone d'oro (2020)

### Allenatore

#### Competizioni nazionali
- First Division: 2

Newcastle: 1992-1993
Manchester City: 2001-2002
- Second Division: 1

Fulham: 1998-1999